# Бездимний тютюн
Бездимний тютюн (тютюн, який не призначений для куріння) — збірна назва групи тютюнових продуктів, призначених для вживання способом, відмінним від куріння. Як правило, нікотин при вживанні бездимного тютюну проникає в кров через слизову оболонку ротової порожнини або порожнини носа.
Тютюнові продукти, представлені в цій групі можуть бути призначені для жування («класичний» жувальний тютюн, індійські пан-масала, гутка, зарді і ін.), нюхання (сухий снафф), смоктання, точніше простого тримання в роті без пережовування (вологий снафф, снюс, насвай, індійська тютюнова паста).
Дуже часто до складу бездимного тютюну входять лужні компоненти — сода або вапно, так як лужна реакція полегшує проникнення нікотину в організм.
Хоча цей клас тютюнових виробів позбавлений шкідливого впливу на легені, він не є безпечною заміною сигарет. Багато бездимного тютюнового продукту, особливо які виробляються в країнах Південно-Східної Азії — містять значну кількість канцерогенів і можуть викликати пухлинні захворювання ротової порожнини і стравоходу.
Разом з тим багато європейських і американських виробників роблять значні зусилля для зниження шкідливості[джерело не вказане 2208 днів]. Переконливих даних про канцерогенність зараз немає[джерело не вказане 2208 днів].